# Noordse bronstijd
De Noordse bronstijd (ook wel de Noordelijke of Scandinavische bronstijd genoemd) is de naam die door de Zweedse archeoloog Oscar Montelius werd gegeven aan een periode en een bronstijd-cultuur in de Scandinavische prehistorie. De Noordse bronstijd beslaat het tijdvak van circa 1700-500 v.Chr. De cultuur reikte oostelijk tot Estland.
Als opvolger van de plaatselijke laat-neolithische bootbijlcultuur gaat de Noordse bronstijd zonder grote breuken over in de er op volgende culturen, en kan men haar etnische en linguïstische karakter als Noord-Germaans beschouwen.
De Noordse bronstijd werd gevolgd door de pre-Romeinse ijzertijd.
- Gemeinsame Normdatei: 4132425-0